# Ziyarat Aminullah

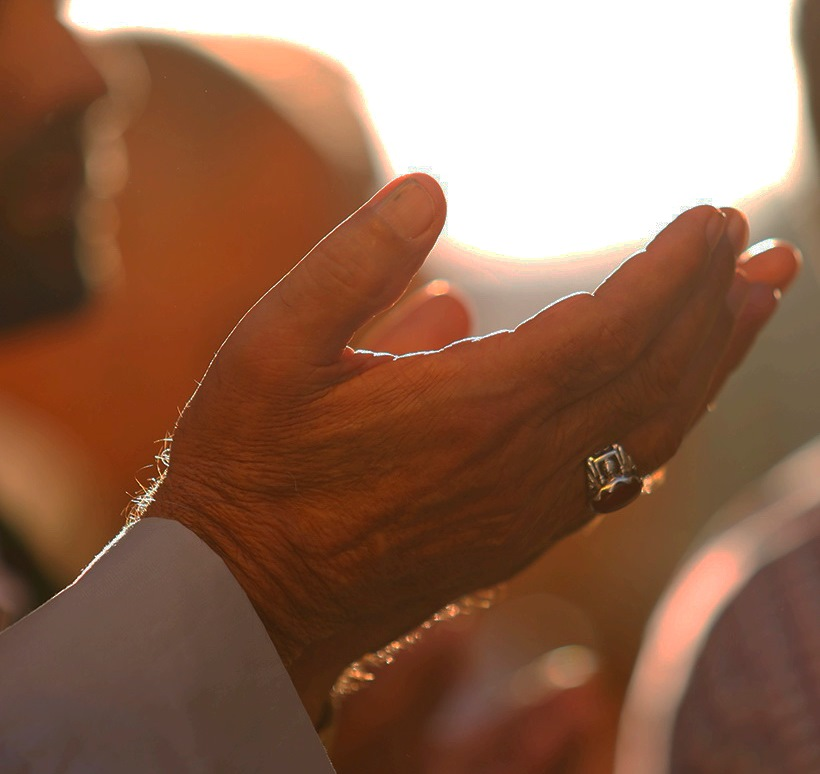
Muslimer brukar lyfta upp sina händer på detta vis när de reciterar åkallan.

Ziyarat Aminullah (arabiska: زیارة امین الله) är en text som shiamuslimer reciterar när de besöker den första shiamamen Ali ibn Abi Talibs helgedom, eller var de än befinner sig. Texten har återberättats från den fjärde shiamamen Zayn al-Abidin. Texten är både en dua och ziyarat.